# Hausberg (Garmisch-Partenkirchen)
Der Hausberg ist mit 1335 m ü. NHN der Hausberg von Garmisch-Partenkirchen und ist vor allem beliebt für Wanderungen und Mountainbiketouren und im Winter für Skilauf, da er auch ein Teil des Skigebiets Garmisch ist.
Seit 1969 führt die Hausbergbahn auf den Berg. Jedoch steht diese in den Sommermonaten still, sodass Wanderer und Fahrradfahrer diesen Ort ungestört nutzen können.
Auf dem Eventgelände am Fuße des Hausbergs finden seit 2002 jeweils am ersten Juli-Wochenende die BMW Motorrad Days statt.